# Орлов, Алексей Фёдорович
Граф (с 25 декабря 1825) , князь (с 26 августа 1856) Алексе́й Фёдорович Орло́в (8 (19) октября 1786 года (по другим данным 19 (30) октября 1786), Москва — 9 (21) мая 1861 года, Санкт-Петербург) — русский военный и государственный деятель, генерал от кавалерии (11 июля 1833), генерал-адъютант (4 июня 1820). Главный начальник III отделения Собственной Е. И. В. канцелярии и шеф Отдельного корпуса жандармов (1844—1856). Подписал Парижский мирный договор (18 (30) марта 1856), завершивший Крымскую войну. Почётный член Петербургской академии наук (31.12.1856). Племянник графа Алексея Григорьевича Орлова-Чесменского.

## Начало карьеры
Алексей Фёдорович Орлов был внебрачным сыном Фёдора Орлова — одного из братьев Орловых, помогавших Екатерине II взойти на престол. По указу императрицы «воспитанники» Фёдора Орлова получили дворянские права и фамилию отца.
Образование получил в пансионе аббата Николя (на рубеже XVIII и XIX веков был самым престижным средним учебным заведением Петербурга) и в 1801 году поступил на службу в Коллегию иностранных дел.
В 1804 году юнкером перешёл в лейб-гвардии Гусарский полк, 28 октября был произведён в корнеты и вместе с полком принял участие в войнах с Францией в 1805 и 1806—07 годах. За храбрость под Аустерлицем был награждён золотой саблей.
В 1809 г. в чине штаб-ротмистра Орлов перешёл в лейб-гвардии Конный полк и в рядах его сражался в Отечественную войну 1812 года. В Бородинской битве он получил семь ран.

Под Бородином было четыре брата Орловых, все молодцы собой и силачи. Из них Алексей служил тогда ротмистром в конной гвардии. Под ним была убита лошадь, и он остался пеший среди неприятельской конницы. Обступившие его четыре польских улана дали ему несколько ран пиками; но он храбро стоял и отбивал удары палашом; изнемогая от ран, он скоро бы упал, если б не освободили его товарищи, князья Голицыны, того же полка. Брат его Федор Орлов, служивший в одном из гусарских полков, подскакав к французской коннице, убил из пистолета неприятельского офицера перед самым фронтом. Вскоре после того он лишился ноги от неприятельского ядра. Так, по крайней мере, рассказывали о сих подвигах, коих я не был очевидцем. Третий брат Орловых — Григорий — числившийся в кавалергардском полку и находившийся при одном из генералов адъютантом, также лишился ноги от ядра. Я видел, когда его везли. Он сидел на лошади, поддерживаемый под мышки казаками, оторванная нога его ниже колена болталась; но нисколько не изменившееся лицо его не выражало даже страдания. Четвертый брат Орловых — Михаил, — состоявший тогда за адъютанта при Толе, также отличился бесстрашием своим, но не был ранен.
— Н.Н. Муравьёв-Карский. Записки. Русские мемуары. Избранные страницы. 1800—1825. М., 1989. С. 104-122
Во время Заграничного похода 1813—14 годов Орлов был адъютантом цесаревича Константина Павловича, затем был произведён в полковники и назначен флигель-адъютантом.
В 1817 году он был произведён в генерал-майоры, в 1819 году был назначен командиром лейб-гвардии Конного полка, в 1820 году стал генерал-адъютантом, в 1821 году был назначен командиром 1-й бригады Гвардейской кирасирской дивизии с оставлением в должности командира лейб-гвардии Конного полка.
Вскоре он сумел доказать свою преданность престолу. Такая возможность представилась 14 декабря 1825 года, когда Алексей Фёдорович, командуя лейб-гвардии Конным полком, лично ходил в атаку на каре восставших.

## Близость к Николаю I. Заступничество за брата
За участие в подавлении восстания на Сенатской площади А. Ф. Орлов заслужил признательность нового монарха: уже на следующий день он был возведён Николаем I в графское достоинство. Сверх того император оказал своему любимцу милость, которой не удостоились большинство его приближённых, имевших родственников — участников декабрьских событий. Известно, что многочисленные просьбы за декабристов — за сыновей, мужей и братьев не смягчили сердце императора: на эшафот и в Сибирь пошли выходцы из высших слоев знати. Исключение было сделано лишь для брата Алексея Орлова — Михаила.
Император необоснованно считал Михаила Орлова одним из главных заговорщиков. По всей видимости, Михаил должен был разделить судьбу пятерых казнённых декабристов. Заступничество брата не только спасло ему жизнь, но и избавило от общей участи осужденных, сосланных на каторжные работы и на поселение в Сибирь. Сначала император отказывал в помиловании для Михаила, но Алексей настаивал, просил и умолял и за прощение обещал посвятить всю свою жизнь государю, и государь простил.
Результатом заступничества брата стала ссылка Михаила в родовое имение в Калужской губернии, где он жил под надзором полиции, а весной 1833 года А. Ф. Орлов даже выхлопотал ему разрешение поселиться в Москве. Алексей Федорович исполнил обещание, данное императору за помилование брата: всю жизнь он преданно служил Николаю I.

## Дипломатическая деятельность
О ты, который сочетал

С душою пылкой, откровенной

(Хотя и русский генерал)

Любезность, разум просвещенный;

О ты, который, с каждым днем

Вставая на военну муку,

Усталым усачам верхом

Преподаешь царей науку;

Но не бесславишь сгоряча

Свою воинственную руку

Презренной палкой палача,

Орлов, ты прав: я забываю

Свои гусарские мечты

И с Соломоном восклицаю:

Мундир и сабля - суеты!

На генерала Киселева

Не положу своих надежд,

Он очень мил, о том ни слова,

Он враг коварства и невежд;

За шумным, медленным обедом

Я рад сидеть его соседом,

До ночи слушать рад его;

Но он придворный: обещанья

Ему не стоят ничего.

Смирив немирные желанья,

Без долимана, без усов,

Сокроюсь с тайною свободой,

С цевницей, негой и природой

Под сенью дедовских лесов;

Над озером, в спокойной хате,

Или в траве густых лугов,

Или холма на злачном скате,

В бухарской шапке и в халате

Я буду петь моих богов

И буду ждать. Когда ж восстанет

С одра покоя бог мечей

И брани громкий вызов грянет,

Тогда покину мир полей;

Питомец пламенный Беллоны,

У трона верный гражданин!

Орлов, я стану под знамены

Твоих воинственных дружин;

В шатрах, средь сечи, средь пожаров,

С мечом и с лирой боевой

Рубиться буду пред тобой

И славу петь твоих ударов.
Первая ответственная миссия, выполненная А. Ф. Орловым с большим успехом, была связана с подписанием Адрианопольского договора, который увенчал победу России над Османской империей в 1829. Заключение русско-турецкого мира проходило в сложной обстановке: западноевропейские державы с тревожным вниманием ждали, продолжит ли Россия наступление на турецкую столицу с традиционно приписываемой российскому самодержавию целью занятия Константинополя и проливов.
В конечном счёте царское правительство сумело трезво оценить сложившуюся обстановку — в Петербурге возобладали сторонники умеренности. Принципиальное значение для понимания правительственного курса имело то, что существование Османской империи представляется для России более выгодным, чем её разрушение. Ещё раньше император послал главнокомандующему И. И. Дибичу письмо, в котором предписывал кончить дело «прекрасным Адрианопольским миром». Для его заключения в Адрианополь и прибыл А. Ф. Орлов.
После сложных переговоров, 2 сентября 1829 года был заключён Адрианопольский мир, имевший важное политическое значение для России. После заключения мира ближайшей задачей русской внешней политики стало восстановление дружественных отношений с Османской империей. Царизм был готов сделать определённые уступки с тем, чтобы устранить иностранное вмешательство в русско-турецкие отношения и создать условия для сближения с Портой. С этой целью в Константинополь было направлено чрезвычайное посольство во главе с А. Ф. Орловым.

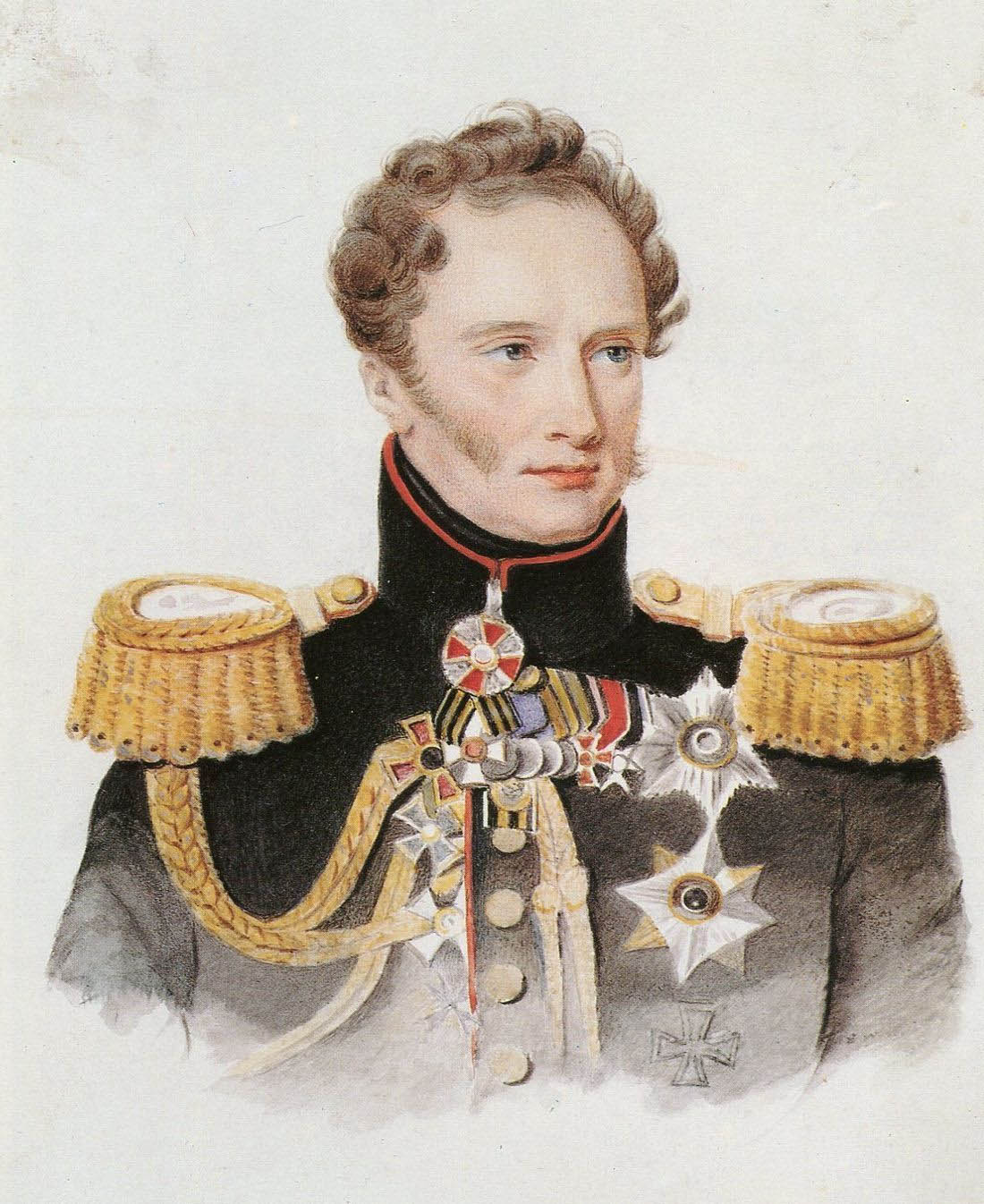
А. Ф. Орлов в 1825 году

Вскоре по прибытии в Константинополь, Орлов снискал «особое расположение султана». Порта поспешила выполнить часть обязательств по Адрианопольскому договору. Деятельность чрезвычайного посланника в Константинополе получила одобрение его венценосного друга. «Я не могу даже сказать, как доволен Орловым, он в самом деле действует так, что удивляет даже меня, несмотря на моё расположение к нему»,— писал император Дибичу в феврале 1830.
Новая миссия Орлова в Турции была связана с босфорской экспедицией русского флота 1833 года: Николай I опять прибег к его помощи для урегулирования дел на Востоке. К тому времени он уже обладал достаточным опытом ведения переговоров с турками, пользовался авторитетом у Порты и доверием самого султана. 26 июля 1833 года был подписан Ункяр-Искелесийский договор, по которому Россия обязывалась в случае необходимости прийти на помощь Турции. В ответ Османская империя брала обязательство при вооружённом конфликте закрыть проливы для военных судов иностранных держав.

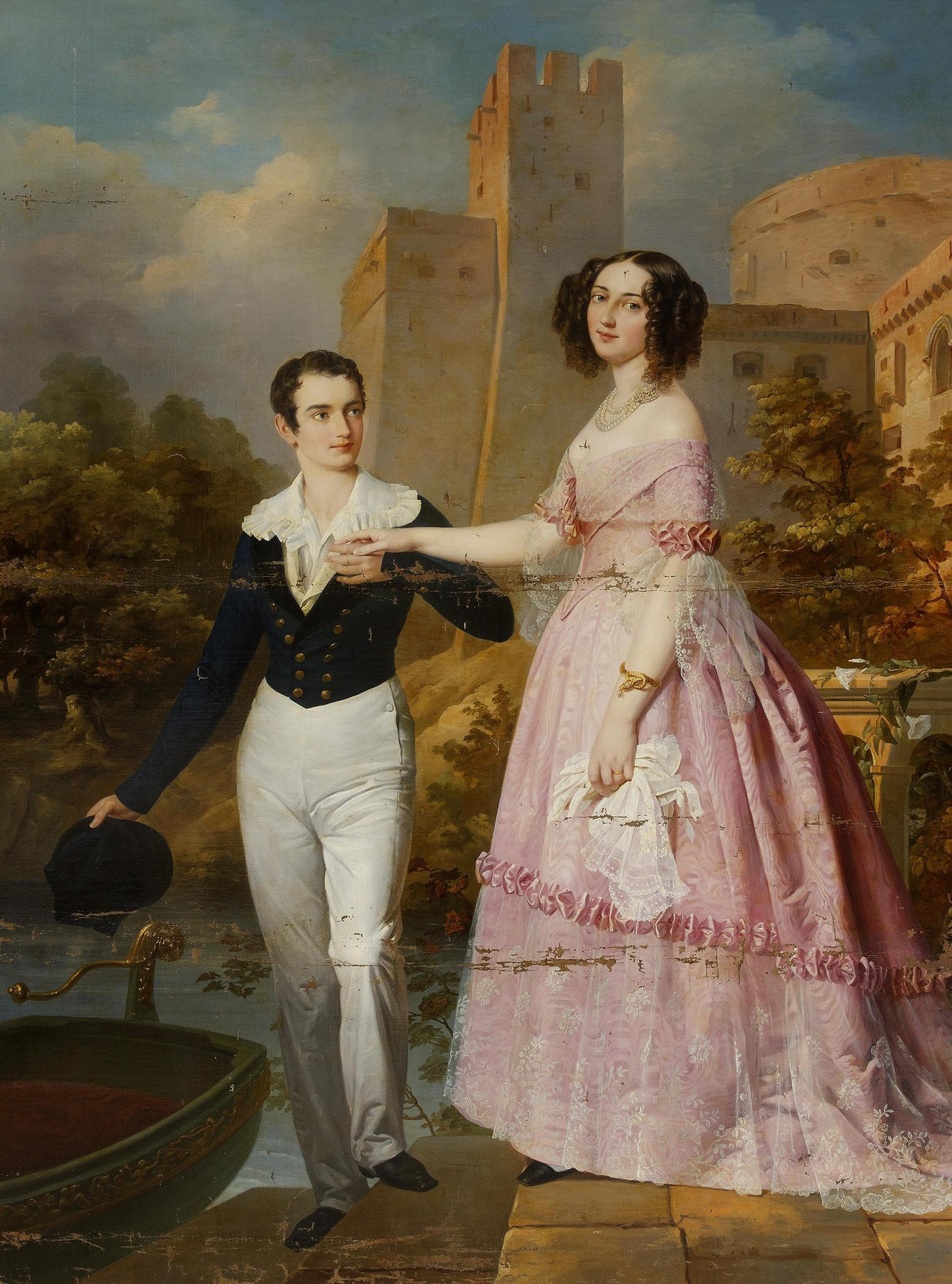
Графиня Ольга Александровна Орлова с сыном Николаем (1840)

За успех в босфорской операции граф Орлов был произведён в генералы от кавалерии и торжественно принят государем в Красном Селе при собрании гвардейских войск.

## Третье отделение
С 1844 года, вслед за Бенкендорфом, Орлов возглавлял III отделение. Но собственно «жандармскими» делами не занимался, предоставив их Дубельту. Во второй половине 1840-х годов, кажется, не было такой важной комиссии, где бы не председательствовал А. Ф. Орлов.

## При Александре II
Был назначен императором Александром II возглавлять в феврале — марте 1856 года российскую делегацию на Парижском конгрессе, вырабатывавшем политическое устройство Европы по итогам неудачной для России Крымской войны; подписал от России Парижский мирный договор на приемлемых для неё условиях. В награду за успехи на конгрессе был возведён в княжеское достоинство.
С 1856 по 1861 год Алексей Фёдорович Орлов занимал должность председателя Сибирского комитета.
Занял пост председателя Государственного совета и председателя Комитета министров, а в конце своей жизни участвовал — правда, без энтузиазма — в подготовке крестьянской реформы 1861 года. В 1861 году вышел в отставку.
Похоронен в Благовещенской церкви лейб-гвардии Конного полка в Санкт-Петербурге. Церковь была снесена в 1929 году, могила не сохранилась.

## Семья
В 1826 году Орлов женился на Ольге Александровне Жеребцовой (1807—1880, полная тёзка своей бабки, знаменитой авантюристки, фрейлине двора, племяннице Анны Лопухиной), получившей впоследствии в 1847 году придворное звание статс-дамы. Ольга Александровна была невестой герцога Монтебелло, французского посланника при русском дворе в 1860 году, сына маршала Ланна, но свадьба не состоялась.
- Николай Алексеевич (1827—1885), принимал участие в Крымской войне, при штурме Силистрии был ранен девять раз, лишился левого глаза, кисть левой руки была раздроблена. После оставил военное поприще и перешёл на дипломатическую службу, где был послом в Брюсселе, Париже и Берлине. Был дружен с великим князем Константином Николаевичем. Женат на княжне Екатерине Николаевне Трубецкой (1840—1875), сыновья:
  - Алексей (1867—1916)
  - Владимир (1868—1927).
- Анна Алексеевна (24.11.1828—08.01.1829) - умерла во младенчестве,
- Афиноген Алексеевич (31.01.1837—14.04.1902)[5], адъютант Великого князя Николая Николаевича, жена - Елизавета Карловна Багговут (1844-1922), дочь Карла Федоровича Багговута, сын:
  - Александр Афиногенович (26.10.1865-4.10.1908).

В 1833 году Орловы начали строить загородную усадьбу в Стрельне. Затратив 450 тысяч рублей, им удалось создать великолепную виллу, называемую также Орловским или Готическим дворцом, где полновластной хозяйкой стала Ольга Александровна. Здесь она принимала весь Двор и избранную часть петербургского общества. Во время Великой Отечественной войны усадебный дворец был разрушен.

## Военные чины и свитские звания
- Корнет (28.10.1804)
- Поручик (14.10.1806)
- Штабс-ротмистр (26.01.1809)
- Ротмистр (13.10.1811)
- Полковник (30.08.1813)
- Генерал-майор (06.10.1817)
- Генерал-адъютант (04.06.1820)
- Генерал-лейтенант (25.06.1829)
- Генерал от кавалерии (11.07.1833)

- Орден Святой Анны 4-й степени (5 апреля 1806)
- Золотая сабля с надписью «За храбрость» (20 мая 1808)
- Орден Святого Владимира 4-й степени с бантом (2 декабря 1812)
- Орден Святой Анны 2-й степени (9 мая 1813)
- Алмазные знаки к ордену Святой Анны 2-й степени (30 августа 1813)
- Орден Святого Георгия 4-й степени (17 сентября 1814)
- Орден Святой Анны 1-й степени (12 октября 1821)
- Алмазные знаки к ордену Святой Анны 1-й степени (22 августа 1826)
- Орден Святого Владимира 2-й степени (22 июля 1827)
- Золотая шпага с надписью «За храбрость», украшенная алмазами (23 октября 1828)
- Орден Святого Александра Невского (22 сентября 1829)
- Орден Святого Владимира 1-й степени (22 августа 1831)
- Бриллиантовые знаки к ордену Святого Александра Невского (25 июня 1832)
- Орден Белого орла (26 марта 1839)
- Орден Святого апостола Андрея Первозванного (26 марта 1839)
- Бриллиантовые знаки к ордену Святого Андрея Первозванного (16 апреля 1841)
- Портреты императоров Николая I и Александра II, украшенные алмазами, для ношения в петлице на Андреевской ленте (22 августа 1855)
- Портрет императора Николая I, украшенный алмазами, для ношения в петлице (22 августа 1849)
- Знак отличия беспорочной службы за XX лет (22 августа 1830)
- Знак отличия беспорочной службы за XXV лет (22 августа 1836)
- Знак отличия беспорочной службы за XXX лет (22 августа 1840)
- Знак отличия беспорочной службы за XXXV лет (22 августа 1844)
- Знак отличия беспорочной службы за XL лет (22 августа 1850)
- Знак отличия беспорочной службы за XLV лет (22 августа 1855)

Иностранные:
- Прусский Кульмский крест (1813)
- Австрийский орден Леопольда, большой крест (1814)
- Баварский Военный орден Максимилиана Иосифа (1814)
- Прусский орден «Pour le Mérite» (1814)
- Прусский орден Красного орла 1-й степени (1829)
- Австрийский Королевский венгерский орден Святого Стефана, большой крест (1830)
- Портрет турецкого султана Махмуда II с алмазами (1833)
- Турецкая медаль с алмазами (1833)
- Греческий орден Спасителя, большой крест (1834)
- Прусский орден Чёрного орла (1835)
- Шведский орден Серафимов (12 июня 1838)
- Баварский орден Святого Губерта (1838)
- Вюртембергский орден Вюртембергской короны 1-й степени (1838)
- Персидский орден Льва и Солнца 1-й степени с золотой цепью (1838)
- Саксен-веймарский орден Белого сокола 1-й степени (1838)
- Баденский Орден Верности (1839)
- Баденский орден Церингенского льва (1839)
- Нидерландский орден Нидерландского льва, большой крест (1839)
- Саксонский орден Рутовой короны (1840)
- Нидерландский Военный орден Вильгельма, командор (1844)
- Сардинский Высший орден Святого Благовещения (1845)
- Сицилийский орден Святого Фердинанда и Заслуг, большой крест (1845)
- Пармский орден Святого Людовика (1850)
- Бриллиантовые знаки к прусскому ордену Чёрного орла (1852)
- Французский орден Почётного легиона, большой крест (28 апреля 1856)

## Портреты

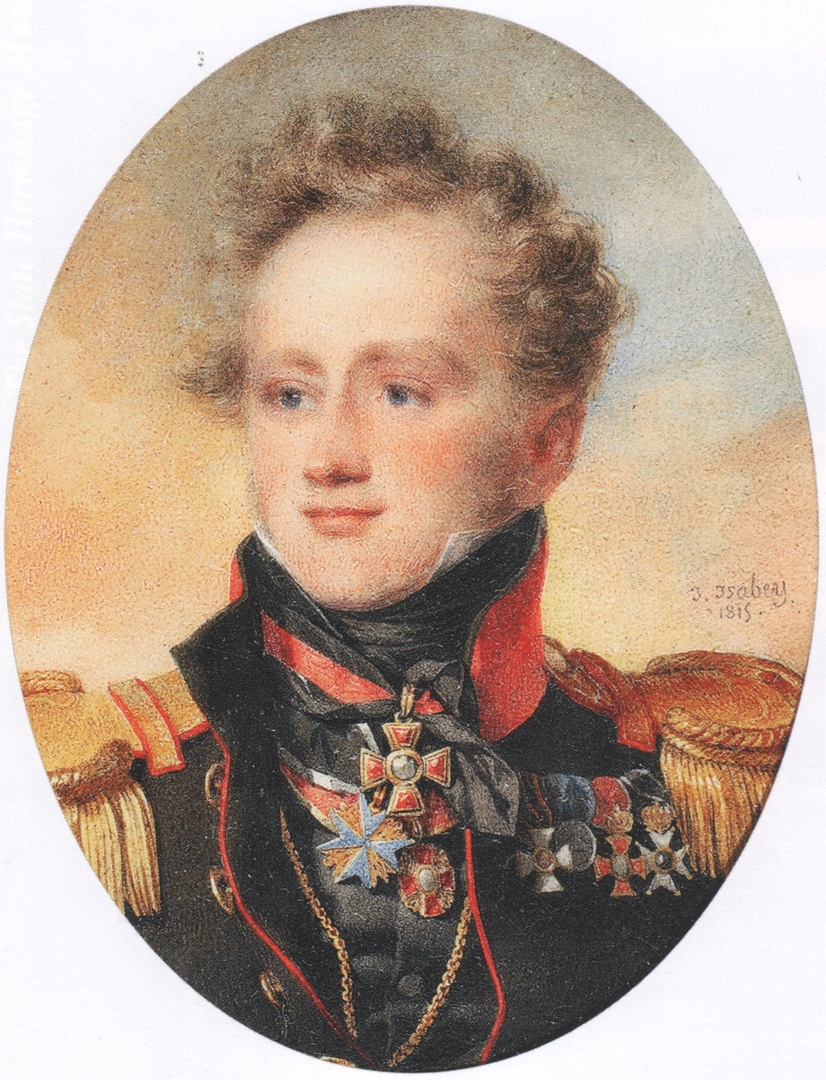
Портрет работы Ж.-Б. Изабе, 1815 г.
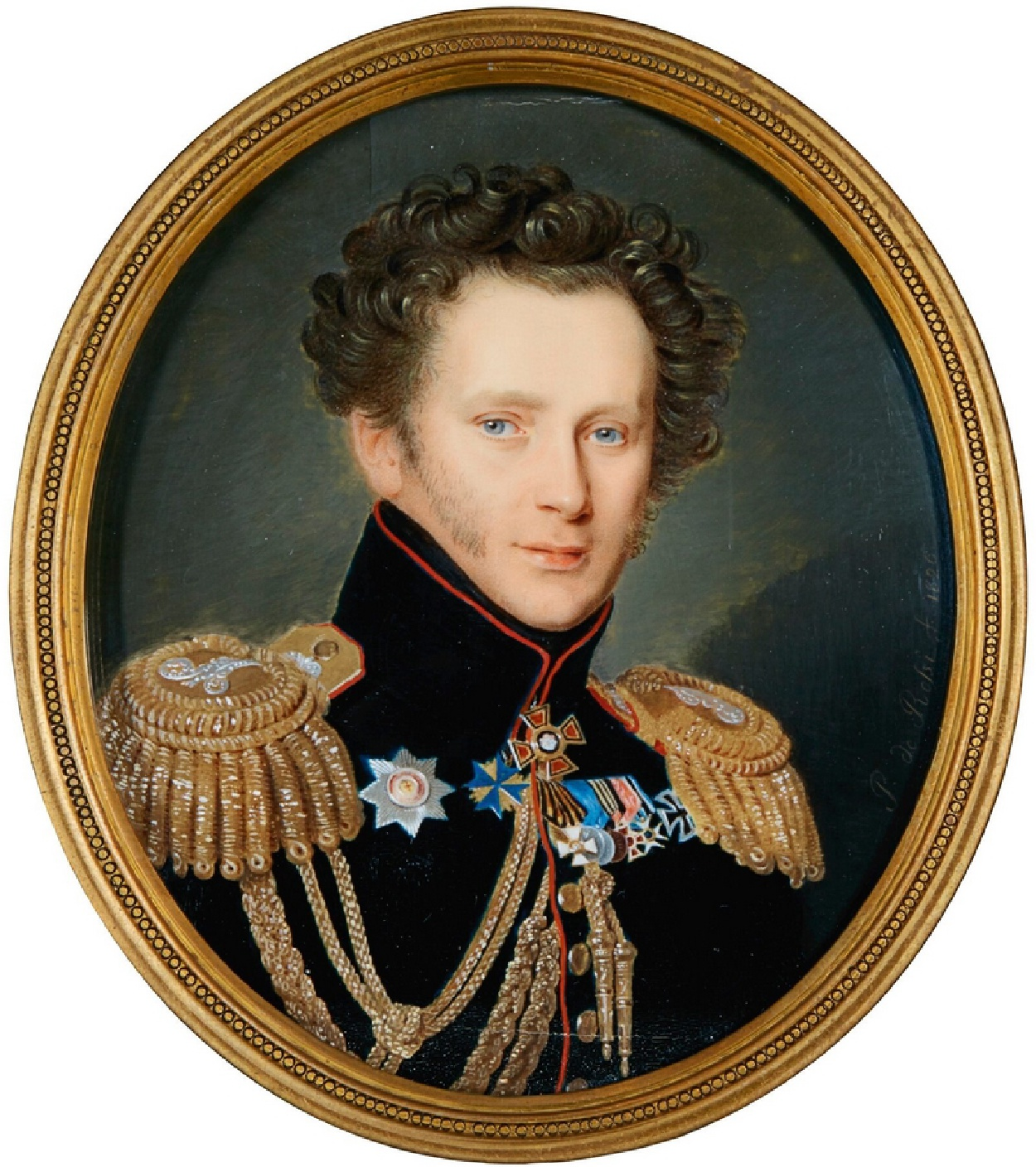
Портрет работы П. Росси, 1826 г.
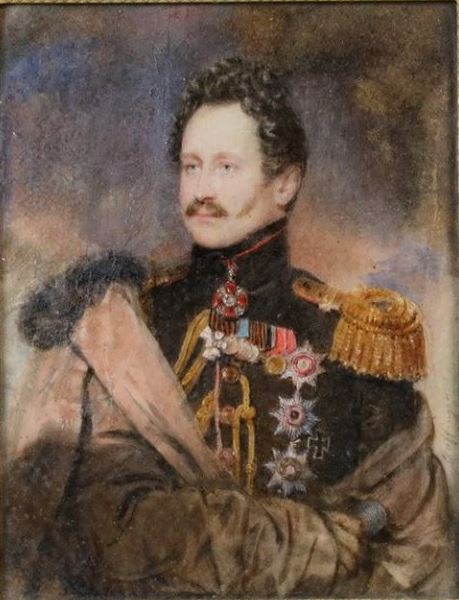
Портрет работы М. Даффингера, 1830-е гг.
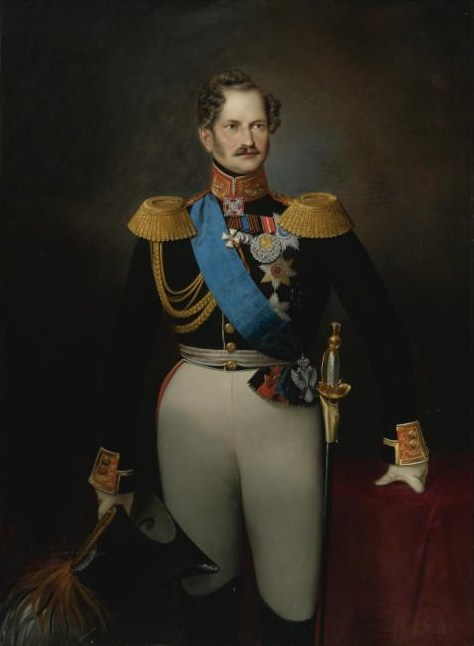
Портрет 1840-х гг.
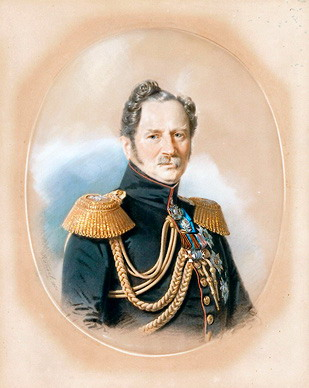
Портрет работы Ф. Ранделя, 1851 г.
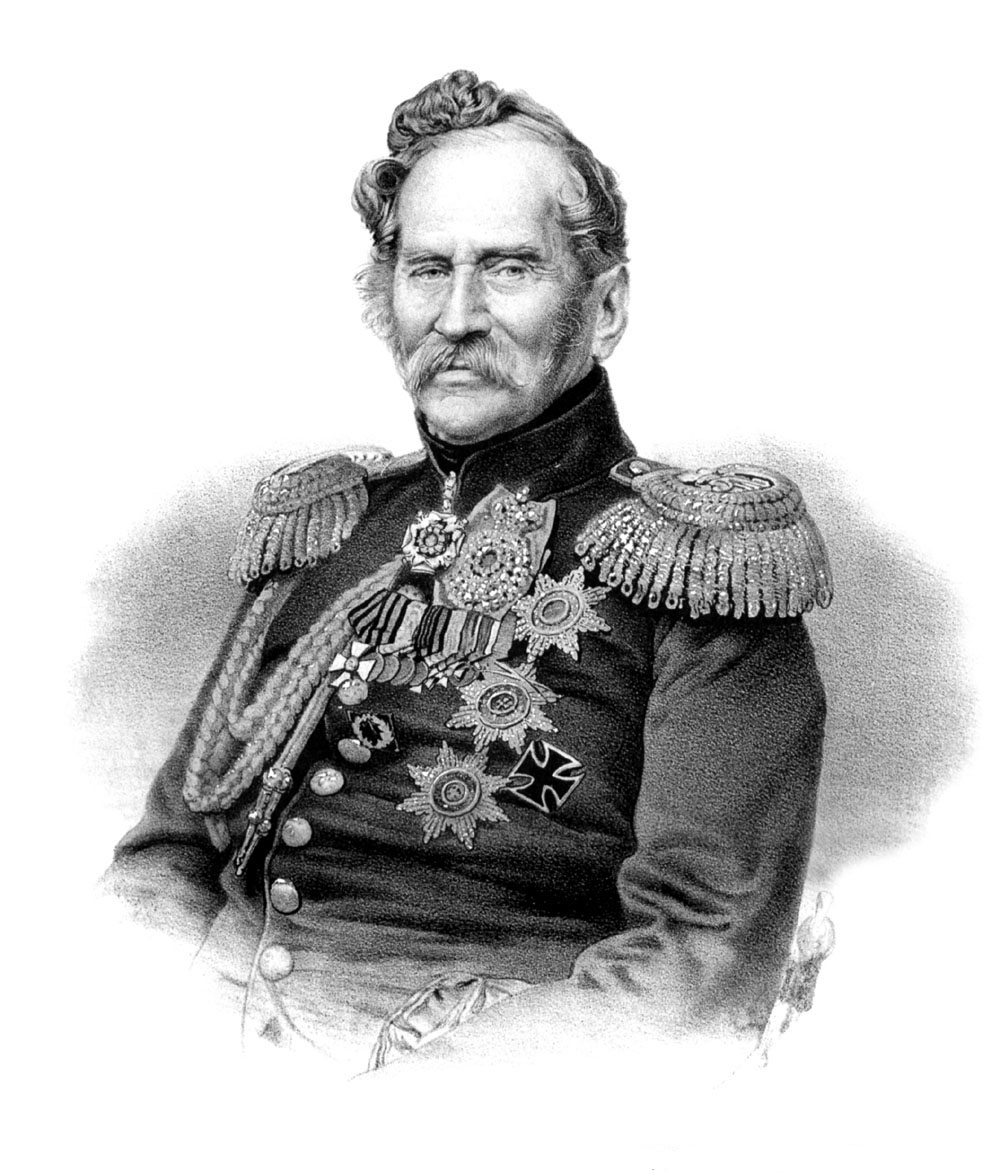
Портрет 1864-1869 гг.

## Оценка

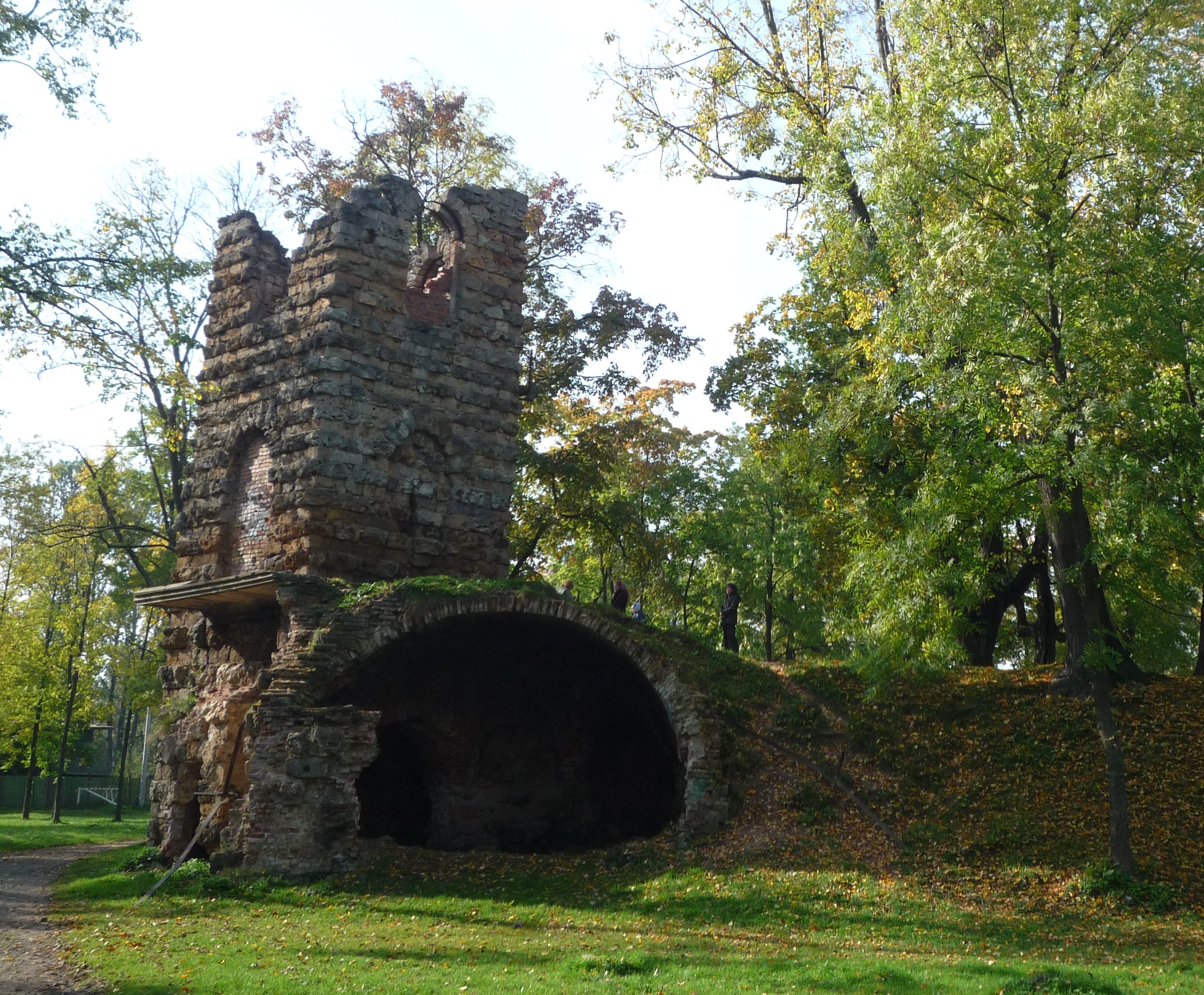
Руины дачи князя Орлова в Стрельне

Алексей Фёдорович был в глазах современников удачливым придворным, одним из самых приближённых к Николаю I людей. В памяти потомков сохранился образ Орлова как шефа жандармов, ограждавшего Россию от западноевропейского революционного влияния. Однако мы не должны забывать заслуги Орлова-дипломата, не раз оказывавшегося на острие политических событий в критические моменты русской истории и внесшего свой вклад в укрепление авторитета и влияния Российского государства.

## А. Ф. Орлов и Н. А. Некрасов
В бытность шефом 3-го отделения Орлов вызывал к себе Н. А. Некрасова, который сатирически описывал их беседы в своих произведениях («Суд», «Недавнее время»):
«Мне граф Орлов мораль читал, и цензор слог мой исправлял» («Суд»).
«Пробегал я сейчас вашу книгу (речь Орлова): вы хотите свободы крестьянству? На что же тогда пригодится вам ваше дворянство? Завираетесь вы, господа» («Недавнее время») В конце жизни А. Ф. Орлов сошёл с ума: он стал ползать на четвереньках, хрюкать и не хотел есть иначе, чем из корыта. "Подкосила их «ликантропия», прокомментировал это событие Некрасов («Недавнее время»).

## Киновоплощения
- «Лермонтов» (1986) — актёр Георгий Мартиросян
- «Союз спасения» (2019) — актёр Александр Устюгов